# Aleyska
Aleyska är en vintersportort vid Chugachbergen i Alaska i USA. Juniorvärldsmästerskapen i alpin skidsport 1989 avgjordes här.

### Fotnoter
1. ↑  ”Results FIS Alpine Junior World Ski Championships” (på engelska). FIS. 5-8 april 1989. http://data.fis-ski.com/alpine-skiing/results.html?place_search=&seasoncode_search=1989&sector_search=AL&date_search=&gender_search=&category_search=WJC&codex_search=&nation_search=&disciplinecode_search=&date_from=01&search=Search&limit=50. Läst 9 februari 2014.